# Implicitní paměť
Implicitní paměť, také známá pod názvy nedeklarativní paměť či procedurální paměť, obsahuje všechno, co si nevybavujeme vědomě. Patří sem například emoční a jazyková paměť. Pod implicitní paměť také spadá senzomotorické učení. Reflexy a návyky jsou následkem paměti implicitní.

## Čtyři druhy implicitního učení podle Larryho Squirea
Larry Squire rozděluje implicitní učení na čtyři skupiny: dovednosti, senzibilitace, klasické podmiňování a neasociativní učení. Toto rozdělení vychází především z výzkumů s pacienty postiženými amnézií, kterým dlouhodobá explicitní paměť chybí, přesto však u nich lze cvičit paměť implicitní.

### Dovednosti
Ukázalo se, že pacienti s amnézií se dokáží učit motorickým schopnostem stejně dobře, jako jejich vrstevníci bez amnézie. Jeden z prvních takovýchto důkazů pochází ze studie s amnesiakem Henrym Molaisonem. Princip studie spočíval v tom, že dr. Brenda Milnerová, vedoucí tohoto výzkumu, pro Henryho připravila papír se dvěma nevybarvenými hvězdami do sebe zasazenými a před papír umístila zrcadlo. Henry dostal tužku a jeho úkolem bylo nakreslit další hvězdu do místa mezi dvěma danými hvězdami. Svou ruku směl však sledovat jen v zrcadle. Ze začátku mu úkol nešel, avšak po několika pokusech, které byly dostatečně časově odděleny, se jeho výkon značně zlepšil, aniž by si H. M. uvědomoval, že by se nějak učil.
Od této doby proběhlo mnoho dalších pokusů, které potvrdily jev, že lidem bez dlouhodobé paměti motorická paměť zůstává. Amnesiaci například byli schopni se naučit číst převrácený rukopis či řešit logické hádanky.

### Senzibilitace
Senzibilitace je jev, při němž nedávné zaznamenání informace vede ke snazšímu budoucímu zaznamenání či rozpoznání této informace, bez toho, aby si člověk vědomě na tuto informaci rozvzpomenul. Nezáleží na druhu informace - může být vizuální i zvuková, přičemž vizuální mohou být i psaná slova i obrázek.

### Klasické podmiňování
Pojem klasické podmiňování se vztahuje k podmíněným reflexům plynoucím z asociací. Standardní příklad tohoto jevu je pokus se psy ruského psychologa Ivana P. Pavlova. V pokusu Pavlov vždy, když přinášel psům jídlo, zazvonil zvonkem. Když se toto opakovalo, u psů se vytvořil reflex na zvonění zvonku. Vždy, když se zazvonilo na zvonek, tak psi začali slintat, aniž by se muselo přinést jídlo.
Jednou zvláštní ukázkou klasického podmiňování je experiment neuropsychiatra Édouarda Claparèdea. Ten pracoval s pacientkou trpící formou amnézií, při které si nemohla do paměti ukládat nové informace. Jednoho dne jí Claparede podal ruku k potřesení, v níž měl schovaný špendlík, a pacientku lehce poranil. Přestože si druhý den pacientka na nepříjemnou příhodu nepamatovala, váhala, když ji Claparède podal ruku k potřesení.
Dále lze podmiňování pozorovat, když například po určitém zvuku je na obličej účastníků výzkumu nasměrován závan vzduchu, který je přinutí mrknout. Zvuk člověk brzy asociuje s mrknutím - když slyší zvuk, tak mrká, aniž by ho k tomu přinutil závan vzduchu.

### Neasociativní učení
Příkladem neasociativního učení je to, že se amnezistům a kontrolní skupině pustí hudební ukázky odlišné kultury. Po době dostatečné na zapomenutí hudby jsou účastníkům puštěny další hudební ukázky, z nichž některé už předtím slyšely, a je jim zadán úkol, aby každou ukázku zhodnotily. Ukázalo se, že amnezistům i kontrolní skupině se více líbí muzika, kterou slyšeli alespoň dvakrát (aniž by si to amnezisté uvědomovali), než muzika, kterou si poslechli jen jednou.